# وليس ده (بايين خيابان ليتكوة)
ولیس ده (بالفارسية: ولیس‌ده) هي قرية تقع في إيران في قسم بایین خیابان لیتکوة الريفي. يقدر عدد سكانها بـ 681 نسمة بحسب إحصاء 2016.